# Plinio il Vecchio
Gaio Plinio Secondo (in latino Gaius Plinius Secundus), detto Plinio il Vecchio (Como, 23 – Stabia, 24 ottobre 79), è stato uno scrittore, naturalista, filosofo della natura, comandante militare e governatore provinciale romano.

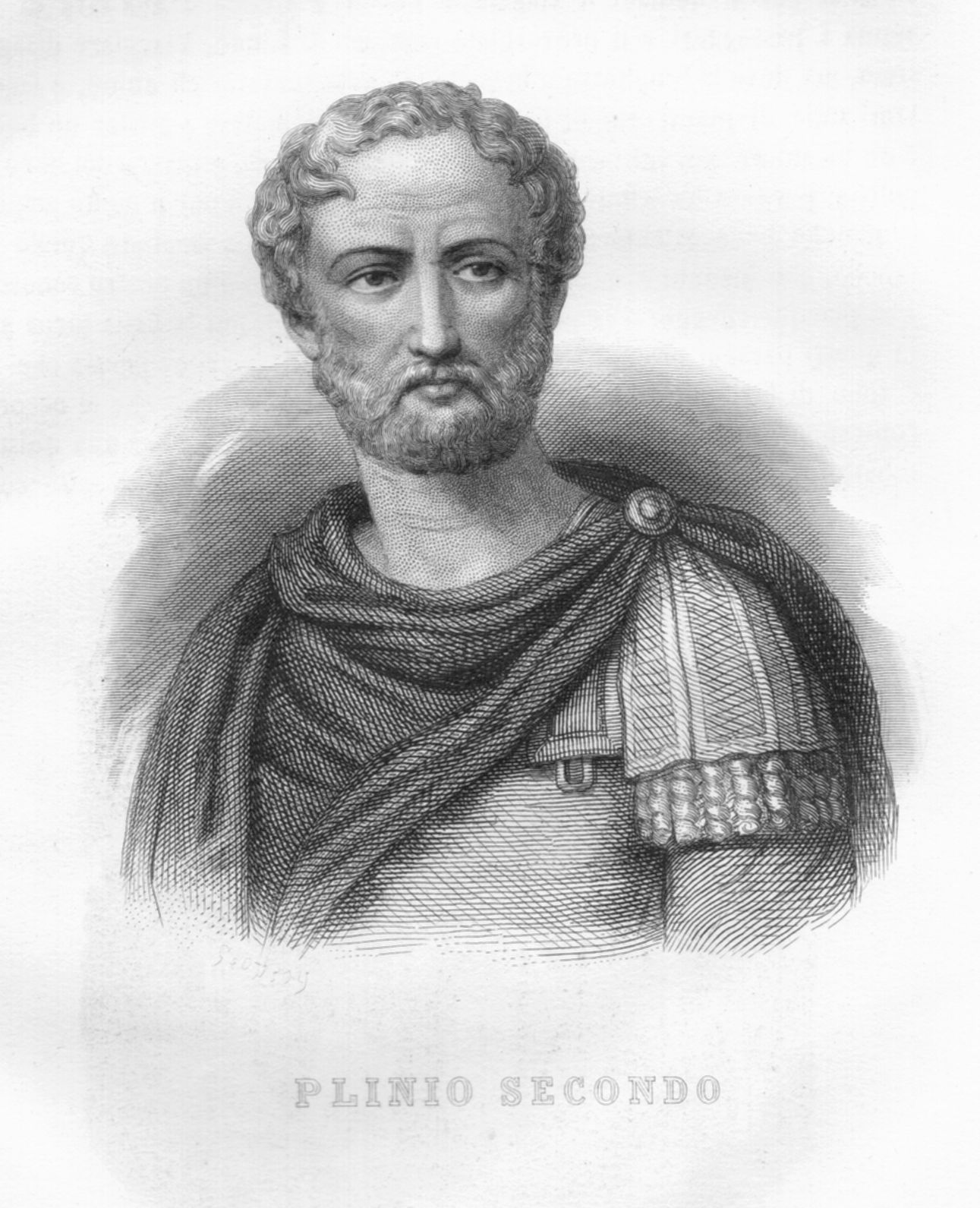
Ritratto ottocentesco di Plinio il Vecchio

Caratterizzato da un'insaziabile curiosità, Plinio scrisse molte opere, tra cui si ricordano: il De iaculatione equestri; il De vita Pomponii Secundi, biografia in due libri del poeta tragico Publio Pomponio Secondo, di cui era devoto amico; i Bellorum Germaniae libri XX; gli Studiosi libri III, manuale sulla formazione dell'oratore; i Dubii sermonis libri VIII, su questioni grammaticali; e gli A fine Aufidii Bassi libri XXXI, sulla storia dell'Impero dal periodo in cui si interrompeva la storia di Aufidio Basso. Tutte queste opere sono ad oggi perdute, tranne per pochi frammenti.
L'unica opera pervenutaci integralmente è il suo capolavoro, la Naturalis historia; una vasta enciclopedia, termine coniato dallo stesso Plinio, che tratta di astronomia, geografia, antropologia, zoologia, botanica, materiali, medicina, metallurgia, mineralogia e arte. L'opera enciclopedica è il risultato di un'enorme mole di lavoro di preparazione condotto su oltre 2 000 volumi di più di 500 autori. Tale opera, letta e studiata nei secoli successivi, specialmente nel Medioevo e nel Rinascimento, rappresenta oggi un documento fondamentale delle conoscenze scientifiche dell'antichità.
La fama di Plinio è anche legata alla sua morte, di cui ci è testimone il nipote-figlio adottivo Plinio il Giovane. Plinio il Vecchio era a capo della flotta romana stanziata a Capo Miseno, quando si verifica una delle più grandi catastrofi della storia, l'eruzione del Vesuvio del 79. Corso in aiuto di una sua amica, Rectina, e degli altri abitanti di Stabia, Plinio non fu più in grado di lasciare il porto della città e morì per le esalazioni del vulcano.

## Biografia

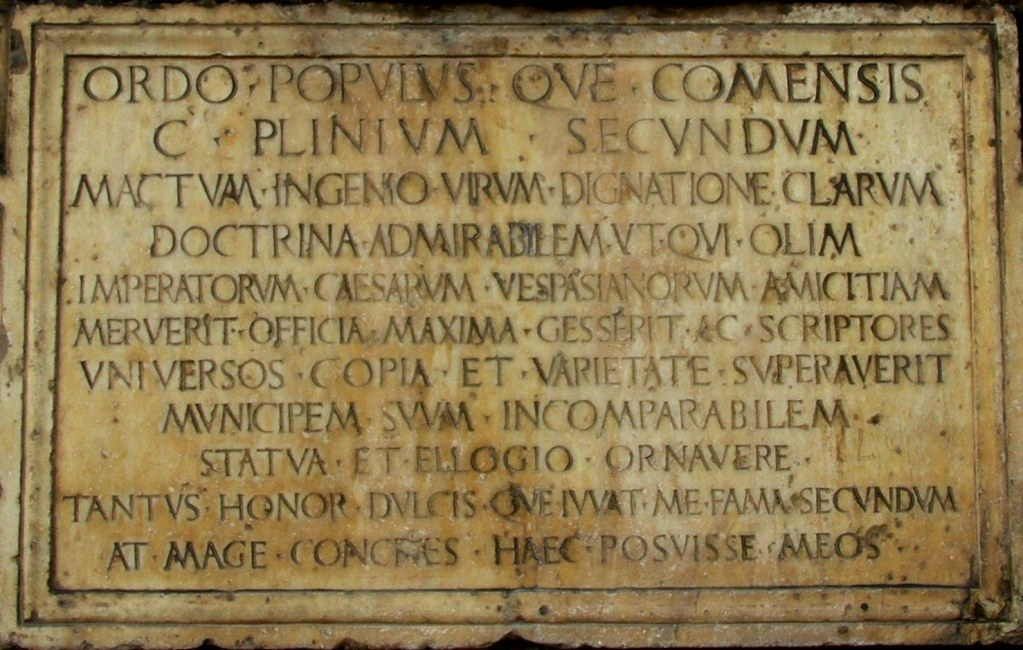
Targa in onore di Plinio il Vecchio, posta sulla facciata della Cattedrale di Como.

Gaio Plinio Secondo nacque sotto il consolato di Gaio Asinio Pollione e di Gaio Antistio Vetere. Dopo anni di discussione sul luogo della sua nascita tra Como o Verona, si è giunti ad identificare Como (Novocomum) come città natale. A sostegno della tesi veronese ci sono dei manoscritti in cui è possibile leggere Plinius Veronensis e il fatto che Plinio stesso, nella sua prefazione, citi Gaio Valerio Catullo come proprio conterraneus (e Catullo era di Verona). Ad avvalorare, invece, l'idea di Como come luogo di nascita, è san Girolamo che, nella sua Cronaca, unisce il nome di Plinio all'epiteto di Novocomensis.
Prima del 35 d.C. suo padre lo portò a Roma e affidò la sua istruzione ad uno dei suoi amici, il poeta e generale Publio Pomponio Secondo, dal quale Plinio acquisì il gusto di apprendere, come prova il fatto che citasse di aver visionato alcuni manoscritti delle orazioni dei Gracchi nella biblioteca del suo tutore, al quale dedicò più tardi una biografia. Plinio cita, inoltre, con deferenza i grammatici e retori Quinto Remmio Palemone ed Arellio Fusco e quindi fu certamente loro seguace. A Roma studiò anche botanica, ossia l'ars topiaria di Antonio Castore ed esaminò le piante di loto un tempo appartenute a Marco Licinio Crasso. Poté anche contemplare la vasta struttura costruita da Nerone, la Domus Aurea, ed assistette probabilmente al trionfo di Claudio sui Britanni nel 44.
Prestò poi servizio in Germania nel 47 agli ordini di Gneo Domizio Corbulone, partecipando alla sottomissione dei Cauci ed alla costruzione del canale tra il Reno e la Mosa e, dalla sua esperienza come giovane comandante di un corpo di cavalleria (praefectus alae), trasse, nel corso degli stazionamenti invernali all'estero, un opuscolo sull'arte del lancio del giavellotto a cavallo (De iaculatione equestri), mentre in Gallia ed in Spagna annotò il significato di un certo numero di parole celtiche ed ebbe modo di vedere le località associate alle campagne militari di Germanico; anzi, sui luoghi delle vittorie di Druso, sognò che il vincitore lo pregava di trasmettere alla posterità le sue imprese. Accompagnò poi probabilmente Pomponio, amico di suo padre, in spedizione contro i Catti nel 50. Sotto Nerone, visse soprattutto a Roma: infatti cita, probabilmente per averla vista di persona, la carta d'Armenia e gli accessi del mar Caspio che fu ceduto a Roma dal personale di Corbulone nel 59. Nel frattempo, completava i venti libri della sua Storia delle guerre germaniche, solo lavoro di riferimento citato nei primi sei libri degli annali di Tacito e si dedicò alla grammatica e la retorica.
Sotto il regno del suo amico Vespasiano, tornò, comunque, al servizio di Roma come procuratore nella Gallia Narbonense (70) e nella Spagna romana (73), visitando anche la Gallia Belgica (74). Durante il suo soggiorno in Spagna, si dedicò all'esame dell'agricoltura e alle miniere del paese, oltre a visitare l'Africa. Al suo ritorno in Italia, accettò, poi, un incarico di Vespasiano, che lo consultava prima di partecipare alle sue occupazioni ufficiali e, alla fine del suo mandato, dedicò la maggior parte del suo tempo ai suoi studi. Plinio il Giovane, suo nipote, ce lo rappresenta, infatti, come un uomo dedito allo studio e alla lettura, intento ad osservare i fenomeni naturali e a prendere continuamente appunti, dedicando poco tempo al sonno e alle distrazioni.
Il racconto della sua morte, contenuto in una lettera del nipote Plinio il Giovane, ha contribuito all'immagine di Plinio come protomartire della scienza sperimentale (definizione di Italo Calvino), anche se, sempre secondo il resoconto del nipote, si espose al pericolo anche per recare soccorso ad alcuni cittadini in fuga dall'eruzione, in quanto comandante della flotta di stanza a capo Miseno. Infatti, in occasione dell'eruzione del Vesuvio del 79 che seppellì Pompei ed Ercolano, si trovava a Miseno come praefectus classis Misenensis. Volendo osservare il fenomeno il più vicino possibile e volendo aiutare alcuni suoi amici in difficoltà sulle spiagge della baia di Napoli, fra le quali Rectina, parte con le sue galee, che attraversano la baia fino a Stabiae (oggi Castellammare di Stabia) dove muore, probabilmente soffocato dalle esalazioni vulcaniche, a 56 anni.

## Opere
L'elenco delle opere di Plinio ci è fornito dal suo stesso nipote, dal quale si apprende, in perfetto stile pinacografico, anche l'argomento di esse (Plin., Epist., III, 5):
- De iaculatione equestri ("Sull'arte di lanciare da cavallo"), in un solo libro, frutto della sua esperienza di ufficiale di cavalleria.
- De vita Pomponii Secundi, due libri biografico-encomiastici sulla vita di Pomponio Secondo, poeta tragico a cui era legato da amicizia.
- Bella Germaniae, venti libri sulle guerre romane in Germania, scritti per onorare la memoria di Druso Nerone, che servirono, come già detto, a Tacito per i suoi Annales.
- Studiosus ("Il letterato"), tre libri in sei volumi sulla formazione dell'oratore tramite lo studio dell'eloquenza.
- Dubius sermo ("I dubbi di lingua"), otto libri su problemi linguistici e grammaticali che presentavano oscillazioni e incertezze nell'uso, tenuti in gran conto dai grammatici posteriori. Furono scritti negli ultimi tempi del regno di Nerone, nel 67-68.
- A fine Aufidi Bassi ("Continuazione della Storia di Aufidio Basso"), trentuno libri di storia che riprendevano la narrazione da dove l'aveva conclusa Aufidio Basso, ovvero dalla morte dell'imperatore Claudio; furono una storia contemporanea, sicuramente basata sui ricordi personali dell'autore. Quest'opera è citata da Tacito[13] e influenzò Gaio Svetonio Tranquillo e Plutarco.
- Naturalis historia, in 37 libri; è l'unica opera pervenutaci, di carattere enciclopedico, nella quale Plinio raccoglieva una grande parte dello scibile della sua epoca, a partire da ben 160 rotoli di appunti compilati nell'anno 73, quando Larcio Licino, il legato pretore di Spagna Tarraconense, provò invano a comperarli per quattrocentomila sesterzi.

### LaNaturalis historia

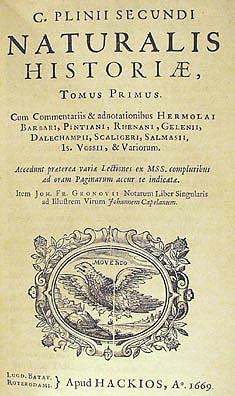
Frontespizio della Naturalis historia.

La Naturalis historia, come detto, fu pubblicata nell'anno 77; già nel titolo l'opera si presenta come ricerca di carattere enciclopedico sui fenomeni naturali: il termine historia riprende il greco ἱστορία (indagine), e va notato che la formula ha dato la denominazione alle scienze biologiche, cioè alla storia naturale nel senso moderno della locuzione.
Il primo libro fu completato dal nipote Plinio il Giovane dopo la morte dello zio e contiene la dedica a Tito, il sommario dei libri successivi ed un elenco delle fonti per ciascun libro. L'enciclopedia tratta svariati temi, dal generale al particolare: dopo la descrizione dell'universo (II libro), si passa a geografia ed etnografia del Bacino del Mediterraneo (III-VI libro), per poi trattare di antropologia (VII libro) e zoologia (VIII-XI libro).
Plinio si occupa, poi, del regno vegetale e minerale, con la botanica e l'agricoltura (XII-XIX libro), la medicina e le piante medicinali (XX-XXVII libro), oltre ai medicamenti ricavati dagli animali (XXVII-XXXII libro). Con la mineralogia (XXXIII-XXXVII libro), trattando della lavorazione dei metalli e delle pietre, contiene anche una lunghissima digressione sulla storia dell'arte dell'antichità, in particolare riguardo alla statuaria, alla pittura e all'architettura (ma non mancano notizie relative ai mosaici e ad opere di altro tipo). Infine, egli esprime la sua opinione riguardo al progresso, al quale si mostra assolutamente contrario, in quanto visto come forma di violenza sulla natura.
In sostanza, si tratta di un'opera che risente della fretta di un autore che legge e registra tutto quanto va apprendendo, con lo sforzo di mettere ordine nell'immensa materia. Sebbene non si possa chiedere all'autore originalità ed esattezza scientifica, si deve riconoscere l'altissimo valore antiquario e documentario dell'opera, e l'enciclopedismo pratico dell'autore, spesso attento a credenze superstiziose e gusto del fantastico. Non mancano, inoltre, informazioni errate o dati "gonfiati", ad esempio nella descrizione del teatro di Pompeo e di quelli di Curione e Scauro.
I suoi indices auctorum sono, in alcuni casi, le autorità che lui stesso ha consultato (benché ciò non sia esauriente) e a volte questi nomi rappresentano gli autori principali sull'argomento, che sono conosciuti soltanto di seconda mano, anche se Plinio riconosce sinceramente i suoi obblighi a tutti i suoi predecessori in una frase che merita d'essere proverbiale.

## Fortuna di Plinio
Verso la metà del III secolo, un riassunto delle parti geografiche delle opere di Plinio è realizzata da Solino e, all'inizio del IV secolo, i passaggi medici sono riuniti nella Medicina Plinii. All'inizio dell'VIII secolo, Beda il Venerabile possiede un manoscritto di tutte le opere. Nel IX secolo, Alcuino invia a Carlo Magno una copia dei primi libri (Epp. 103, Jaffé) e Dicuilo riunisce estratti delle pagine di Plinio per la sua Mensura orbis terrae (C, 825). I lavori di Plinio acquisiscono grande stima nel Medioevo. Il numero di manoscritti restanti è di circa 200, ma il più interessante e tra i più vecchi è quello di Bamberga, contenente soltanto i libri dal XXXII al XXXVII. Roberto di Cricklade, superiore del St Frideswide a Oxford, indirizza al re Enrico II un Defloratio, contenente nove volumi di selezioni prese da uno dei manoscritti di questa. Fra i manoscritti più vecchi, il codex Vesontinus, precedentemente conservato a Besançon (XI secolo), è oggi sparso in tre città: a Roma, a Parigi, e l'ultimo a Leida (dove esiste anche una trascrizione del manoscritto totale).